# Buritizeiro (ort)
Buritizeiro är en ort i Brasilien.   Den ligger i kommunen Buritizeiro och delstaten Minas Gerais, i den sydöstra delen av landet, 400 km sydost om huvudstaden Brasília. Buritizeiro ligger 516 meter över havet och antalet invånare är 25 103.
Terrängen runt Buritizeiro är huvudsakligen platt, men västerut är den kuperad. Terrängen runt Buritizeiro sluttar österut. Närmaste större samhälle är Pirapora, 2,3 km öster om Buritizeiro.
Omgivningarna runt Buritizeiro är huvudsakligen savann. Runt Buritizeiro är det ganska tätbefolkat, med 78 invånare per kvadratkilometer.